# Fluorid protaktiničný
Fluorid protaktiničný je anorganická sloučenina s chemickým vzorcem PaF5.

## Příprava
Fluorid protaktiničný lze připravit reakcí oxidu protaktičného s fluoridem bromitým nebo fluoridem bromičným při teplotě 600 °C:
3 Pa2O5 + 10 BrF3 (6 BrF5) → 6 PaF5 + 5 Br2 (3 Br2) + 7,5 O2
Lze jej také připravit reakcí chloridu protaktiničného nebo fluoridu protaktiničitého s plynným fluorem při teplotě 700 °C:
2 PaF4 + F2 → 2 PaF5
Hydratovaný fluorid protaktiničný lze připravit reakcí oxidu protaktiničného a kyseliny fluorovodíkové ve vodném roztoku:
Pa2O5 + 10 HF → 2 PaF5·2H2O + 6 H2O
Lze jej také připravit rozkladem komplexů protaktinia obsahujících fluor.

## Vlastnosti
Fluorid protaktiničný je bílá, těkavá, extrémně hygroskopická pevná látka, který je částečně rozpustná ve vodě a je rozpustná v kyselině fluorovodíkové. Krystalizuje v tetragonální krystalové soustavě typu β-fluoridu uraničného s prostorovou grupou I42d (Číslo 122) s parametry mřížky a = 1153 pm a c = 510 pm. Křemen a pyrex jsou při vyšších teplotách napadány fluoridem protaktiničným. Jako dihydrát je to bezbarvá, hygroskopická, krystalická voskovitá látka. Dihydrát je rozpustný ve vodě a kyselině fluorovodíkové. Reaguje s fluoridem fosforitým za vzniku fluoridu protaktiničitého. Dihydrát nelze převést na bezvodý fluorid protaktiničný na vzduchu, fluorovodíku nebo fluoru za nízkých teplot. Místo toho se tvoří látka se vzorcem Pa2OF8. Při vyšších teplotách kolem 325 °C vzniká směs Pa2OF8 a fluoridu protaktiničného.